# 1318

## Události
- 24. duben – uzavřeny domažlické úmluvy mezi Janem Lucemburským a českou šlechtou.
- 9. květen – biskup Jan IV. z Dražic se vydává do Avignonu, aby se očistil před papežem Janem XXII. z nařčení o podpoře a ochraně kacířů a prodávání církevních obročí, vrátil se až 9. červenec 1329
- 3. červenec – Mikuláš II. Opavský skládá lenní slib Janovi Lucemburskému a přebírá do přímé správy Opavské knížectví
- papežem ustanoveni inkvizitoři dominikán Kolda z Koldic pro Čechy a plzeňský minorita Hartman pro Moravu

## Narození
- 18. červen – Eleonora Anglická, geldernská hraběnka z dynastie Plantagenetů († 22. dubna 1355)
- ? – Anna Habsburská, dcera rakouského vévody a římského krále Fridricha I. († prosinec 1343)
- ? – Markéta Pyskatá, tyrolská hraběnka, dcera Jindřicha Korutanského († 3. října 1369)

## Úmrtí
- 26. ledna – Bavor III. ze Strakonic, český šlechtic (* po 1250)
- 7. února – Robert z Clermontu, hrabě z Bourbonu a z Clermontu z dynastie Kapetovců (* 1256)
- 14. února
  - Markéta Francouzská, anglická královna jako manželka Eduarda I. (* 1282)
  - Jindřich I. Braniborský, braniborský a landsberský markrabě (* 21. března 1256)
- 26. července – Mikuláš I. Opavský, syn Přemysla Otakara II. (* okolo 1255)
- 29. září – Imagina z Limburgu, nasavská hraběnka a římskoněmecká královna jako manželka Adolfa Nasavského (* asi 1255)
- 22. listopadu – Michail Jaroslavič Tverský, kníže tverský a velkokníže vladimirský (* 1271)
- 29. listopadu – Heinrich von Meissen, německý básník (* mezi 1250–1260)
- Erik Magnusson, švédský princ, druhý syn Magnuse III. Švédského (* asi 1282)
- Valdemar Magnusson, švédský princ a finský vévoda, syn Magnuse III. Švédského (* po 1280)

## Hlava státu
Jižní Evropa
- Iberský poloostrov
  - Portugalské království – Dinis I. Hospodář
  - Kastilské království – Alfons XI. Spravedlivý
  - Aragonské království – Jakub II. Spravedlivý
- Itálie
  - Papežský stát – Jan XXII.

Západní Evropa
- Francouzské království – Filip V.
- Anglické království – Eduard II.
- Skotské království – Robert I. Bruce

Severní Evropa
- Norské království – Haakon V. Magnusson
- Švédské království – Birger Magnusson
- Dánské království – Erik VI. Menved

Střední Evropa
- Svatá říše římská – Ludvík IV. Bavor x Fridrich Sličný
  - České království – Jan Lucemburský
  - Arcibiskupství brémské – Jens Grand (Jan I.
- Polské knížectví – Vladislav I. Lokýtek
- Uherské království – Karel I. Robert

Východní Evropa
- Litevské velkoknížectví – Gediminas
- Druhá bulharská říše – Teodor Svetoslav
- Byzantská říše – Andronikos II. Palaiologos

Blízký východ a severní Afrika
Osmanská říše – Osman I.